# SWEET STRANGE LIVE
『SWEET STRANGE LIVE』（スウィート・ストレンジ・ライブ）は、日本のロックバンド、BUCK-TICKのライブ・アルバムおよび映像作品である。CD・VHSが1998年8月12日、DVDが2005年12月14日に発売。発売元はマーキュリー。
タイトルの末尾には、音源作品のCDには「DISC」が、映像作品のVHSとDVDには「FILM」がそれぞれ付く。

## 解説
バンド史上初となるライブアルバム。また、ライブ映像の商品化は『Climax Together』以来約6年ぶりである。『TOUR SEXTREAM LINER』より1998年5月8日・9日の日本武道館公演の模様を収録。『FILM』はアルバム『SEXY STREAM LINER』の世界観を重視し、過去の曲は収録されていない。撮影では長野オリンピックなどで使用されたウエスカム・カメラと呼ばれるレール上を高速で移動するカメラが導入された。
最終日の5月9日、機材トラブルにより「Tight Rope」の演奏が始まらないアクシデントが起こった際、場を繋ぐために櫻井敦司はアドリブで「COSMOS」をア・カペラで歌いだした。観客はこの嬉しいサプライズに歓喜し、場内は大合唱となった。この模様は『FILM』に収録されている。しかし後の「キミガシン..ダラ」でも機材トラブルが発生し、結局この日「キミガシン..ダラ」は演奏されないままとなった。33公演に及んだ本ツアーで機材トラブルが発生したのはこの最終日のみである。

## 収録曲

### DISC
1. SEXY STREAM LINER
2. ヒロイン
3. 蝶蝶
4. 迦陵頻伽 Kalavinka
5. 囁き
6. 螺旋 虫
7. Tight Rope
8. CHAOS〜キラメキの中で
9. MY FUCKIN' VALENTINE
10. リザードスキンの少女
11. 無知の涙
12. 見えない物を見ようとする誤解 全て誤解だ
13. キミガシン..ダラ
14. Schiz・o幻想
15. タナトス
16. キャンディ

### FILM
1. SEXY STREAM LINER
2. ヒロイン
3. 蝶蝶
4. 迦陵頻伽 Kalavinka
5. 囁き
6. 螺旋 虫
7. COSMOS
8. MY FUCKIN' VALENTINE
9. リザードスキンの少女
10. 無知の涙
11. キミガシン..ダラ
12. Schiz・o幻想
13. タナトス
14. 月世界

## メンバー
- 櫻井敦司 - ボーカル
- 今井寿 - ギター、ボーカル、MIDIコントローラー、テルミン
- 星野英彦 - ギター、キーボード
- 樋口豊 - ベース
- ヤガミトール - ドラムス